# Maria Riva
Maria Elisabeth Riva (nascida Sieber; nascida em 13 de dezembro de 1924) é uma ex-atriz e autora americana nascida na Alemanha. Ela trabalhou na televisão na CBS na década de 1950, tornando-se uma das primeiras estrelas da televisão da era do cinescópio. Ela é filha da atriz Marlene Dietrich, sobre quem publicou um livro de memórias em 1992.

## Vida e carreira

### Juventude
Maria Elisabeth Sieber nasceu em Berlim, filha única da atriz Marlene Dietrich e do assistente de direção de cinema Rudolf Sieber (e mais tarde diretor de dublagem da Paramount Pictures, Paris, França). Em 1930, aos cinco anos, mudou-se com a mãe para Los Angeles, Califórnia. Ela passava a maior parte do tempo em casa, na Paramount Studios e na companhia das amigas de sua mãe. Em 1934, aos nove anos, ela teve um pequeno papel no filme de Josef von Sternberg, A Imperatriz Vermelha, baseado na vida de Catarina, a Grande, no qual interpretou Catarina quando criança. Como não foi encontrada nenhuma jovem atriz que se parecesse com sua mãe, ela recebeu o papel. Em suas cenas do filme ela foi filmada na cama, pois era muito mais velha na vida real do que a personagem que interpretava. Ela também foi figurante na produção de David O. Selznick de 1936, O Jardim de Alá.
Para que Dietrich mantivesse a filha perto dela, Riva não foi autorizada a frequentar a escola; em vez disso, ela tinha governantas que cuidavam de sua educação. Sua mãe cedeu no final da década de 1930, permitindo-lhe frequentar a Brillantmont International School, na Suíça. Durante seu tempo em Brillantmont, sua colega de quarto foi a atriz Gene Tierney. Durante sua infância, ela costumava se juntar à família Kennedy nas férias junto com sua mãe. Apesar da diferença de idade de seis anos entre as duas, ela se tornou uma boa amiga de Rosemary Kennedy, dizendo sobre a amizade deles: "Talvez sendo duas desajustadas, nos sentíamos confortáveis na companhia uma da outra".
Em sua biografia sobre sua mãe, ela descreve as condições da infância e os efeitos de um estupro cometido por uma babá aos treze anos. Ela escreveu: "De certa forma, fui treinada para o estupro. Sempre obediente, sempre tentando agradar aqueles que estão encarregados de mim."

### Carreira de atriz

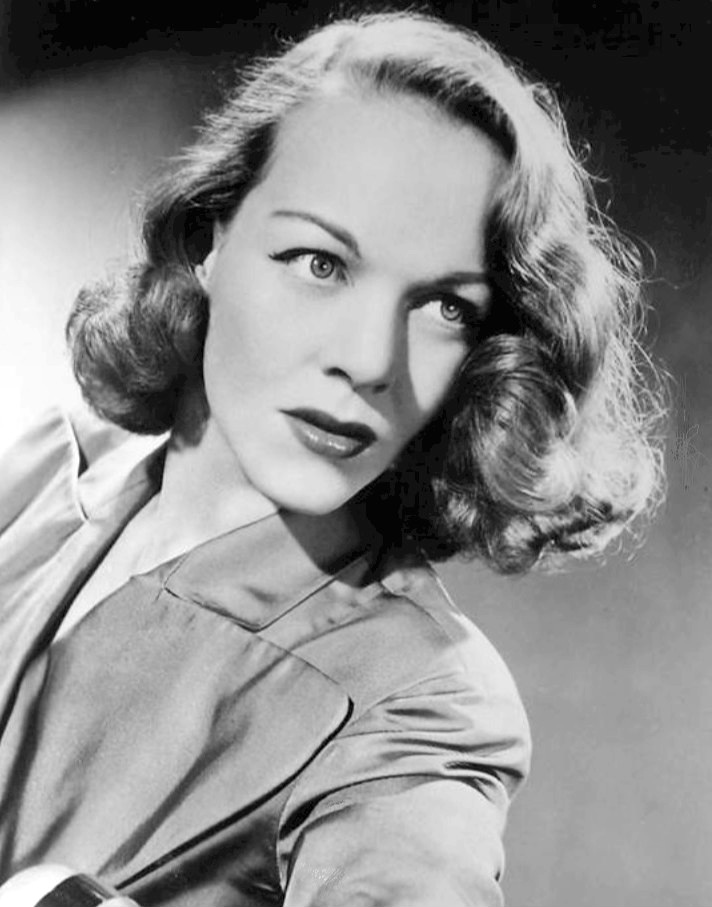
Riva em 1951

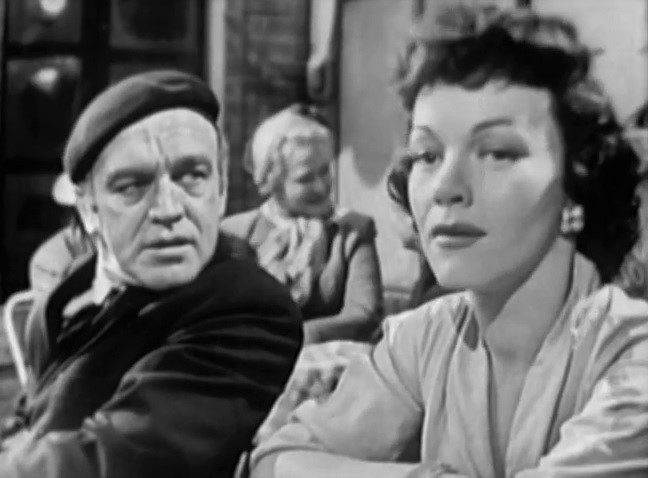
Herbert Berghof e Riva em episódio da série de televisão Suspense

Aos 15 anos, Riva recebeu treinamento de atuação na Academia Max Reinhardt e durante a Segunda Guerra Mundial recebeu tropas aliadas na Europa para a USO de 1945 a 1946, estacionada em Frankfurt am Main, Alemanha. No início da década de 1940, ela passou brevemente pelo nome artístico de 'Maria Manton'. Ela também atuou em teatro e ações de verão, incluindo uma produção de Tea and Sympathy. Ela apareceu no Longacre Theatre na Broadway na produção de 1954 The Burning Glass, ao lado de Cedric Hardwicke e Walter Matthau.
Um breve casamento com Dean Goodman – com quem ela se casou em 1943 – terminou em divórcio. Então ela se casou com o cenógrafo William Riva em 1947;  eles tiveram quatro filhos. Com o nascimento de seu primeiro filho, J. Michael Riva, em 1948, a imprensa apelidou Dietrich de "a avó mais glamorosa do mundo". Seu segundo filho, Peter Riva, presidente e proprietário da International Transactions, Inc., é seu agente literário.
Nos primeiros anos da televisão, as principais redes de televisão da época tentaram construir o seu próprio grupo de atores, da mesma forma que os estúdios de cinema. Em 1951, Riva assinou contrato com a CBS como atriz contratada, recebendo um salário de US$ 250 por semana.
Enquanto estava sob contrato com a CBS, Riva não apenas atuou em produções televisivas, mas também apareceu em comerciais de televisão promovendo a Alcoa, além de aparecer em anúncios impressos da cerveja Rheingold.
Durante a década de 1950, Riva apareceu em mais de 500 telepeças ao vivo para a CBS, todos transmitidos de Nova Iorque, incluindo The Milton Berle Show, Lux Video Theatre, Hallmark Hall of Fame, Your Show of Shows e Studio One. Ela recebeu indicações ao Emmy de melhor atriz em 1952 e 1953.
Em uma edição de janeiro de 1953 do Motion Picture Daily, Riva foi eleita uma das 'Melhores da Televisão de 1952' ao lado de outras estrelas da televisão como Sid Caesar, Lucille Ball, Dinah Shore, Kate Smith e muito mais.
Em 1962, tendo se aposentado da atuação, Riva mudou-se para Bern, na Suíça, com o marido e quatro filhos, dividindo seu tempo entre uma casa em Nova Iorque comprada para ela por sua mãe em 1948, e a casa deles na Suíça. Riva então dedicou grande parte da década de 1960 à organização dos shows individuais de sua mãe. Riva apareceu como a Sra. Rhinelander - a esposa do personagem de Robert Mitchum - em Scrooged, de Bill Murray. Em 2001, ela foi entrevistada para Her Own Song, um documentário sobre sua mãe. Em junho de 2012, seu filho Michael morreu, aos 63 anos, após um derrame.
Em 2018, Riva voltou a atuar, estrelando um curta-metragem intitulado All Aboard, dirigido por seu neto J. Michael Riva Jr.

### Autora
A biografia de Riva sobre sua mãe, Marlene Dietrich, foi publicada em 1992, ano da morte de Dietrich. O livro foi bem recebido e se tornou um best-seller do New York Times.
Em 2001, Riva foi coautora de um livro de fotografia composto por imagens inéditas de sua mãe, Marlene Dietrich. Em 2005, Riva editou um volume de poesia de Dietrich, Nachtgedanken, que foi publicado na Alemanha e na Itália.
Riva publicou seu primeiro romance, You Were There Before My Eyes: A Novel, em 2017. O romance é sobre uma mulher que deixa sua aldeia italiana e entra em um novo mundo como imigrante em Detroit.
Em 2017, Riva também publicou a edição comemorativa do 25º aniversário da biografia de sua mãe, renomeada Marlene Dietrich: The Life.

### Vida posterior
Após a morte de sua mãe em 1992, Riva vendeu a maior parte de sua propriedade para a cidade de Berlim para ser instalada na Deutsche Kinemathek, então prestes a ser inaugurada, por US$ 5 milhões. A 'Coleção Marlene Dietrich' incluía 100.000 bens; diários, livros, fantasias, baús de viagem e recordações. Riva citou seu desejo de manter a coleção unida como motivo para vendê-la à cidade de Berlim para ser mantida e exposta na Deutsche Kinemathek. O filho de Riva, Peter, disse: “Escolhemos Berlim porque eles estão empenhados em preservar cada peça da coleção, que fará parte de um novo complexo museológico tendo a coleção como parte do seu núcleo”.

### Vida pessoal
No início de 1943, Maria ficou brevemente noiva do ator Richard Haydn, no entanto, naquele mesmo ano, casou-se com o ator Dean Goodman, de quem se divorciou em 1944. No verão de 1947, enquanto ministrava um curso de pós-graduação em atuação e direção na Universidade Fordham, ela conheceu seu segundo marido, o cenógrafo William Riva, e eles se casaram no dia 4 de julho. Eles permaneceram casados por mais de 50 anos, até sua morte em 1999. Com ele ela teve quatro filhos.
Riva manteve amizade com muitos amigos e associados de sua mãe, incluindo Brian Aherne, Jean Gabin, Edward R. Murrow e Yul Brynner, com quem participou de maratonas em benefício da United Cerebral Palsy durante a década de 1950.
A partir de 2024, Riva mora em Palm Springs, Califórnia. Ela fez 100 anos em dezembro de 2024.

## Filmografia selecionada
| Ano  | Título                | Personagem             |
| ---- | --------------------- | ---------------------- |
| 1934 | A Imperatriz Vermelha | Sofia quando criança   |
| 1936 | The King Steps Out    | Menina tocando violino |
| 1936 | O Jardim de Alá       | Menina costurando      |
| 1988 | Scrooged              | Sra. Rhinelander       |

## Aparições no palco
| Data                                     | Título            | Teatro                                      | Notas                      |
| ---------------------------------------- | ----------------- | ------------------------------------------- | -------------------------- |
| 13 de março de 1945 – 9 de junho de 1945 | Foolish Notion    | Teatro Al Hirschfeld, Cidade de Nova Iorque | Interpretou Flora & Elsie  |
| 4 de março de 1954 – 27 de março de 1954 | The Burning Glass | Longacre Theatre, Cidade de Nova Iorque     | Interpretou Mary Terriford |
| 1956                                     | Tea and Sympathy  | Vários                                      | Turnê nacional             |

## Obras
- Riva, Maria (1992). Marlene Dietrich. [S.l.]: Ballantine Books. ISBN 0-345-38645-0
- Riva, Maria (2001). Marlene Dietrich: Photographs and Memories. [S.l.]: Thames & Hudson Ltd. ISBN 0-500-51071-7
- Dietrich, Marlene (2005). Nachtgedanken. Riva, Maria [Edited by]. [S.l.: s.n.] ISBN 978-3-570-00874-4
- Riva, Maria (2017). You Were There Before My Eyes: A Novel. [S.l.]: W.W. Norton & Company Ltd. ISBN 978-1-68177-507-4